# مناره و مسجد جامع برسیان
مناره و مسجد جامع برسیان مربوط به سدهٔ ۵ ه‍.ق است و در شهرستان اصفهان، روستای برسیان واقع شده و این اثر در تاریخ ۱۲ اسفند ۱۳۱۵ با شمارهٔ ثبت ۲۶۵ به‌عنوان یکی از آثار ملی ایران به ثبت رسیده‌است.
روستای برسیان در مسیر جاده اصفهان -ورزنه واقع شده و فاصله آن تا شهرستان ورزنه حدود ۷۰ کیلومتر می‌باشد.
مناره برسیان در روستای برسیان بر کرانهٔ شمالی زاینده‌رود و در شرق اصفهان قرار گرفته، یکی از قدیمی‌ترین منارههای ایران است که در میان مناره‌های اصفهان که دارای تاریخ هستند سومین مناره قدیمی به‌شمار می‌آید.
تاریخ ساخت مناره سال ۴۹۱ ه‍.ق می‌باشد.
این منارهٔ ستونی مدور بدون سکو یا پایه بوده با آجر و ملات گچ ساخته شده‌است. قطر مناره در سطح زمین ۵/۷۵ متر و ارتفاع آن ۳۴/۵۵ متر است و پلکان مارپیچ مناره از داخل مسجدی شروع می‌شود که بعدها ساخته شده‌است.
مناره برسیان فاقد کاشیکاری است و تزئینات آجری آن که نقوشی به شکل لوزی نزدیک به مربع هستند به هزارباف معروف است.
بسیاری از کارشناسان این مناره را از بهترین نمونه‌های صنعت آجرچینی دوران سلجوقی در سدهٔ پنجم می‌دانند.